# Open di Francia 2015 - Singolare maschile in carrozzina
Il giapponese Shingo Kunieda è il campione in carica dell'Open di Francia 2014 - Singolare maschile in carrozzina.
Il nipponico riconquista il titolo, battendo in finale il francese Stéphane Houdet con il punteggio di 6-1, 6-0.

## Teste di serie
1. Shingo Kunieda (campione)
2. Stéphane Houdet (finale)

## Tabellone

### Legenda
| - Q = Qualificato - WC = Wild card - LL = Lucky loser | - ALT = Alternate - SE = Special Exempt - PR = Protected Ranking | - w/o = Walkover - r = Ritirato - d = Squalificato |

|  | Quarti di finale  | Quarti di finale  | Quarti di finale  | Quarti di finale | Quarti di finale |  |  | Semifinale | Semifinale       | Semifinale       | Semifinale      | Semifinale      |   |   | Finale | Finale         | Finale         | Finale | Finale |  |
|  |                   |                   |                   |                  |                  |  |  |            |                  |                  |                 |                 |   |   |        |                |                |        |        |  |
|  | 1                 | Shingo Kunieda    | Shingo Kunieda    | 6                | 6                |  |  |            |                  |                  |                 |                 |   |   |        |                |                |        |        |  |
|  | WC                | Michael Jeremiasz | Michael Jeremiasz | 0                | 2                |  |  | 1          | Shingo Kunieda   | Shingo Kunieda   | 6               | 6               |   |   |        |                |                |        |        |  |
|  | Gordon Reid       | Gordon Reid       | Gordon Reid       | 2                | 3                |  |  |            | Maikel Scheffers | Maikel Scheffers | 0               | 0               |   |   |        |                |                |        |        |  |
|  | Maikel Scheffers  | Maikel Scheffers  | Maikel Scheffers  | 6                | 6                |  |  |            |                  |                  |                 |                 |   |   | 1      | Shingo Kunieda | Shingo Kunieda | 6      | 6      |  |
|  | Nicolas Peifer    | Nicolas Peifer    | Nicolas Peifer    | 7                | 6                |  |  |            |                  | 2                | Stéphane Houdet | Stéphane Houdet | 1 | 0 |        |                |                |        |        |  |
|  | Gustavo Fernandez | Gustavo Fernandez | Gustavo Fernandez | 63               | 2                |  |  |            | Nicolas Peifer   | Nicolas Peifer   | 3               | 2               |   |   |        |                |                |        |        |  |
|  |                   | Joachim Gérard    | Joachim Gérard    | 5                | 5                |  |  | 2          | Stéphane Houdet  | Stéphane Houdet  | 6               | 6               |   |   |        |                |                |        |        |  |
|  | 2                 | Stéphane Houdet   | Stéphane Houdet   | 7                | 7                |  |  |            |                  |                  |                 |                 |   |   |        |                |                |        |        |  |